# Pressana
Pressana là một đô thị ở tỉnh Verona trong vùng Veneto của Ý, có cự ly khoảng 70 km về phía tây của Venice và khoảng 35 km về phía đông bắc của Verona. Tại thời điểm ngày 1 tháng 6 năm 2007, đô thị này có dân số 2.454 người và diện tích là 17,7 km².
Đô thị Pressana có các frazioni (các làng) Albero Piocioso, Bertolde, Caselle, Castelletto, Colombara, Crosare, Oca, Piovega, San Francesco, San Sebastiano, và Vignaletto.
Pressana giáp các đô thị: Cologna Veneta, Minerbe, Montagnana, Roveredo di Guà, and Veronella.